# Universidad de Minnesota
La Universidad de Minnesota Twin Cities es la universidad más importante del Sistema Universitario de Minnesota. Está situada en dos campus, en las ciudades de Mineápolis y Saint Paul, Minnesota. Ambos campus están comunicados a través de un sistema especial de buses. El cuerpo estudiantil es el cuarto más grande en los Estados Unidos de acuerdo a estadísticas del otoño de 2006, con 50.402 estudiantes.

## Nomenclatura
- La abreviatura U of M es ampliamente usada de varias formas oficiales y coloquiales. (Muchas otras universidades utilizan esta denominación, al menos una de ellas oficialmente)
- Los locales también se refieren a ella comúnmente como The U.
- "umn" es usado solo en los nombres de dominios de Internet.

## Facultades
Como el centro de educación superior más grande del medio oeste, la Universidad de Minnesota, Twin Cities, ofrece programas en casi todas las áreas, desde agricultura hasta danza moderna. Hasta 2006, la universidad contaba con las siguientes escuelas y facultades:
- Escuela Carlson de Administración (CSOM)
- Facultad de Ciencias Biológicas (CBS)
- Facultad de Educación Continua (CCE)
- Escuela de Odontología (DENT)
- Facultad de Diseño (CDES)
- Facultad de Educación y Desarrollo Humano (CEHD)
- Facultad de Alimentos, Ciencias Agrónomas y Recursos Naturales (CFANS)
- Facultad de Artes Liberales (CLA)
- Instituto de Asuntos Públicos Hubert H. Humphrey (HHH)
- Instituto de Tecnología (IT)
- Facultad de Derecho (LAW)
- Facultad de Medicina (MED)
- Escuela de Enfermería (NURS)
- Facultad de Farmacia (PHARM)
- Escuela de Salud Pública (SPH)
- Facultad de Medicina Veterinaria (CVM)

Recientemente, la universidad reorganizó su sistema de facultades, fusionando algunas. La Facultad General, la Escuela de Trabajo Social, y el Departamento de Ciencias de la Familia de la Facultad de Ecología Humana se unieron con la antigua Facultad de Educación y Desarrollo Humano formando una nueva facultad conservando el nombre de esta última, mientras que la Facultad de Recursos Naturales se unió a la Facultad de Alimentos y Ciencias Ambientales y Agrónomas formando la nueva Facultad de Alimentos, Ciencias Agrónomas y Recursos Naturales. Los programas orientados al diseño de la Facultad de Ecología Humana se unieron a Facultad de Arquitectura y Paisajismo, creando la nueva Facultad de Diseño. Estos planes causaron controversia, particularmente el cierre de la Facultad General, la que había sido un punto de entrada a la universidad para estudiantes de primera generación, de bajos ingresos, con discapacidades o de raza negra desde su fundación en 1932.
La universidad cuenta con las tres ramas de los Cuerpos de Entrenamiento de Oficiales Reservistas.

### Centros de investigación
En 2021, la universidad creó el Centro de Investigación Antirracista para la Equidad en Salud (CARHE, que se pronuncia en inglés "care"), merced a una donación de $5 millones de Blue Cross and Blue Shield de Minnesota a la Facultad de Salud Pública de la Universidad de Minnesota. La Universidad clausuró el Centro en 2025 al revelarse el plagio y otros abusos de su fundadora y líder, Rachel Hardeman.

## Clasificación de universidades
La Universidad de Minnesota recientemente hizo pública la meta de convertirse en una de las tres mejores universidades públicas de investigación en el mundo dentro de una década. La administración cree que se trata de una meta bastante realista considerando los vastos recursos con que cuenta la universidad. Aunque esta ambiciosa meta es respecto de universidades públicas, la U de M es muy competitiva entre todas las universidades, como muestran las clasificaciones de universidades. Varios departamentos de escuelas de graduados están dentro de los 20 mejores a nivel nacional.
Además escuelas y programas de graduados profesionales aparecen constantemente entre los 20 mejores del país, como la Facultad de Derecho o la Escuela de Trabajo Social.
En 2014, Academic Ranking of World Universities (ARWU) ubicó a la Universidad de Minnesota en el número 30 de su clasificación mundial de universidades, ubicando el programa de economía en décimo lugar.
Por su parte, The World Reputation Rankings ubicó a la Universidad de Minnesota en el número 46 en su clasificación mundial.

## Críticas

### Inserción de código malicioso en el Núcleo de Linux
El 21 de abril de 2021 a la Universidad de Minnesota se le prohibió participar en desarrollo del Núcleo Linux por uno de los principales desarrolladores, Greg Kroah-Hartman quien estableció que cualquier parche enviado por una dirección de correo @umn.edu debe ser por defecto rechazado.
El motivo de esta decisión se debe a que el estudiante de doctorado Qiushi Wu y el profesor Kangjie Lu intentaron introducir de manera reiterativa y sigilosamente vulnerabilidades en el Núcleo con el fin de publicar un artículo de investigación. Al ser descubiertos se decidió prohibir toda futura contribución de la Universidad de Minnesota y revertir los parches ya aceptados de manera preventiva.

### Discriminación racial
La universidad fue acusada en 2023 ante el Ministerio de Educación por favorecer a ciertas razas en desmedro de otras.